# Bernard Jabouin

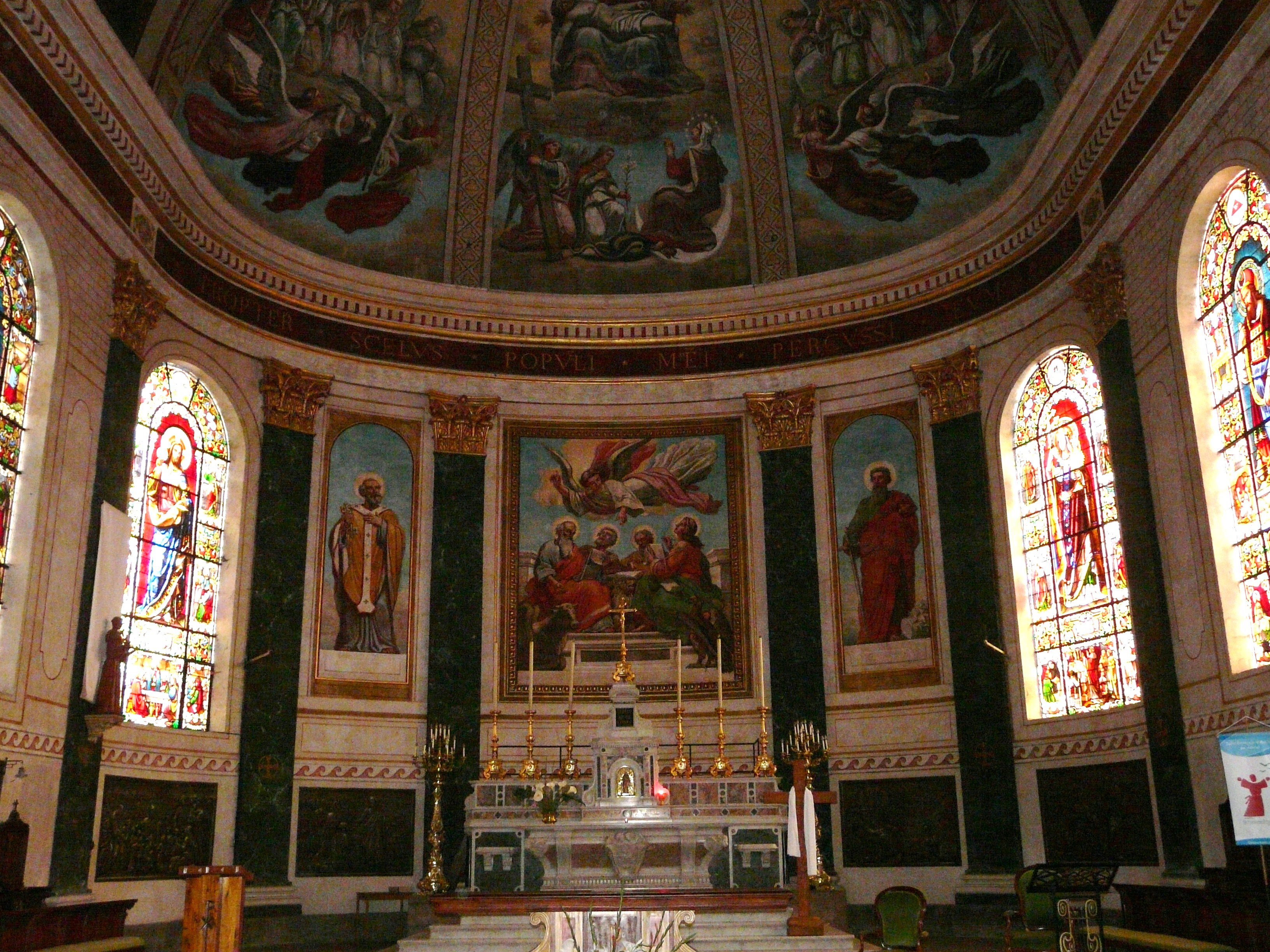
Tabernakel von Jabouin

Bernard Jabouin (* 7. Dezember 1810 in Bordeaux; † 1889) war ein französischer Bildhauer, Mosaizist und Kunstgewerbler. 

## Leben
Sein Vater war ein Ornamentbildhauer, er folgte dessen Beispiel.
Jabouin diente als Soldat in Afrika und nahm an den Feldzügen der Jahre 1832 bis 1839 teil. Hier fand er Interesse an orientalischer Baukunst und unternahm nach seiner Rückkehr nach Frankreich archäologische Studien und er unternahm Reisen nach Belgien, Spanien und Italien. Aufgrund seiner Studien von Werken französischer Archäologen legte er seinen Schwerpunkt auf die Herstellung stilreinen Kirchenmobiliars. Ein einflussreicher Gönner seiner Arbeit war der Kardinal-Erzbischof von Bordeaux. Nach ersten Marmorarbeiten und Skulpturen aus Holz beschäftigte sich Jabouin mit Kunstschlosserei und -Tischlerei. 
Er restaurierte das Mobiliar von St. Seurin in Bordeaux und fertigte für die Kirche die Kanzel und einige Altäre an. Für die Chapelle du Mont Carmel in der Kathedrale von Bordeaux schuf er ein Mosaik. Zahlreiche Altäre, Beichtstühle, Statuen, Mosaiken und Chorgestühle für Kirchen im Erzbistum Auch, dem Bistum Agen, Erzbistum Bordeaux, Bistum Bayonne, Bistum La Rochelle, Bistum Limoges und anderen stammen aus seiner Hand.